# Maksim Gor'kij
Maksim Gor'kij (in russo Макси́м Го́рький?), pseudonimo di Aleksej Maksimovič Peškov (Алексей Максимович Пешков; Nižnij Novgorod, 28 marzo 1868 – Mosca, 18 giugno 1936) è stato uno scrittore e drammaturgo russo.
La lotta contro la miseria, l'ignoranza e la tirannia sono le costanti di tutta l'opera dello scrittore, che è considerato il padre del realismo socialista.

## Biografia
Nato a Nižnij Novgorod in una famiglia povera, rimase orfano a dieci anni e nel 1880, appena dodicenne, scappò di casa per andare a vivere dalla nonna, eccellente narratrice di storie popolari, che molto probabilmente gli trasmise la passione per la letteratura. Duramente colpito dalla morte dell'anziana parente, tentò il suicidio (dicembre 1887), ma sopravvisse e intraprese un viaggio a piedi, durante il quale attraversò l'Impero russo per cinque anni, cambiando continuamente lavoro.
Imparò a scrivere grazie al cuoco di bordo di un battello sul Volga, dove lavorava come sguattero. Anche dopo questa esperienza egli continuò a vagabondare per tutto il paese, facendo il fornaio, il guardiano notturno e lo scaricatore di porto: nei suoi scritti non mancò di segnalare tutte le sensazioni che provava man mano che la sua vita andava avanti.
Lavorò come giornalista presso alcune testate locali, usando lo pseudonimo di Хламида Иегудиил (Chlamida Iegudiil, con evidente riferimento al genere del "cappa e spada", data l'assonanza col termine greco chlamys, "mantello"). Cominciò ad utilizzare Gor'kij ("amaro") come nome d'arte nel 1892, mentre scriveva su un giornale di Tiflis: il motivo è da ricercare nel fatto che egli aveva intenzione di analizzare l'amara realtà.
Nel 1889, tornato alla natia Nižnij Novgorod (che poi sarà ribattezzata Gor'kij), s'impiegò come segretario di un avvocato e pubblicò alcune poesie: Il canto della vecchia quercia (1890). Il giudizio dei critici fu severo. Riprese allora a girare per la Russia, lavorando come contadino e artigiano, raccogliendo un'enorme quantità di materiale di vita. Con esso diede corpo ai racconti Makar Čudra (1892), e soprattutto a Čelkaš, i quali ebbero finalmente successo.

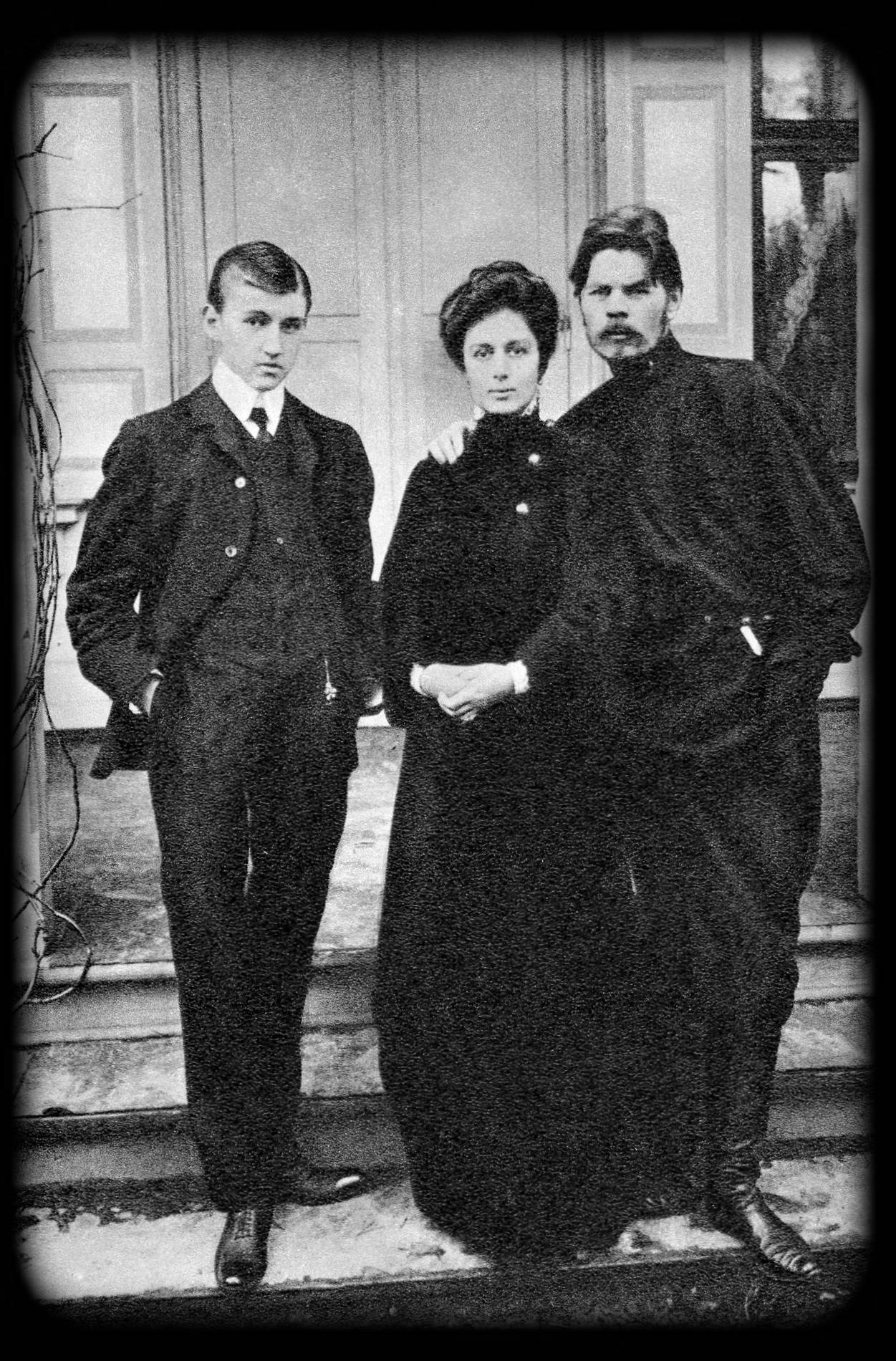
Maksim Gor'kij, a destra, con Marija Andreeva e il figlio di lei, Jurij Željabužskij

Ma i suoi contatti con gli intellettuali rivoluzionari e il contenuto sociale dei suoi scritti insospettirono gli uomini dello zar. Nel dicembre del 1902, in una piccola strada di Mosca, Stanislavskij apre il sipario del suo teatro al dramma Bassifondi (o L'albergo dei poveri), da molti critici ritenuta una delle sue opere principali, che consiste in una serie di ritratti di poveri vagabondi. Per Gor'kij fu un grande successo, tanto da renderlo un vero e proprio eroe, il "massimo scrittore proletario del mondo" secondo la rivista Ogonëk. Lo scrittore entra nell'Accademia russa delle scienze e frequenta il Gruppo dei democratici del mercoledì, che cerca di influenzare da sinistra l'Accademia stessa. La sua popolarità cresce in tutta Europa e il suo essere assurto a simbolo rivoluzionario lo rendono temibile agli occhi della polizia dello zar Nicola II. Fu quindi espulso dall'Accademia (fatto per cui il suo amico Anton Čechov si dimise per protesta). Poco dopo fu arrestato e confinato in Crimea. Liberato nel 1906, andò in esilio volontario.
Nello stesso anno, con La madre ha inizio il realismo socialista. Gor'kij diventa protagonista in prima persona del rafforzarsi del fronte rivoluzionario in Russia e dell'acuirsi della lotta. Nel novembre del 1905 aveva conosciuto Lenin a Pietroburgo, nella redazione del giornale bolscevico Novaja Žizn' (La Nuova Vita). Nel 1907, a Londra, al V congresso del partito bolscevico, sostenne Lenin, che fu suo ospite a Capri, durante il lungo soggiorno che lo scrittore condivise sull'isola fino al 1913 con la sua compagna, l'attrice Marija Fëdorovna Andreeva. Qui scrisse numerosi romanzi, tra cui L'infanzia, e organizzò insieme ad Aleksandr Bogdanov una scuola per rivoluzionari russi emigranti alla quale insegnavano e partecipavano teorici famosi come Anatolij Vasil'evič Lunačarskij. Tornato in Russia nel 1913, si dedicò ad un'intensa attività pubblicistica, fondando, dopo la vittoria bolscevica, la casa editrice Letteratura Universale.
Ammalatosi di tubercolosi, tornò in Italia, a Sorrento, sino al 1927. Durante questo periodo e poi, una volta tornato definitivamente in URSS, scrisse le opere più intensamente realistiche: i drammi Piccoli borghesi, Bassifondi, Nemici. Nella sua opera Arcipelago Gulag (nel capitolo Le dita dell'Aurora della terza parte Lavoro di Sterminio) lo scrittore Solženicyn critica duramente il suo atteggiamento connivente con il regime staliniano, dall'epoca del suo ritorno in patria fino alla morte. Solženicyn mette in luce, tra l'altro, come durante una visita di Gor'kij al lager delle isole Soloveckie, egli avesse mostrato un'assoluta indifferenza verso le disumane condizioni di vita dei detenuti e fosse stato addirittura causa della fucilazione di un ragazzo lì rinchiuso. Le presunte testimonianze orali raccolte da Solženicyn non sono verificabili. In Italia le idee di Gor'kij sulla socialità dell'arte e sul ruolo degli artisti sono considerate esemplari da Antonio Banfi in relazione all'auspicato coinvolgimento di tutta la massa della popolazione lavoratrice nella creazione culturale in modo diretto e libero.
Nel corso della sua vita strinse un'intensa amicizia con letterati quali Lev Tolstoj e Anton Čechov. Scrisse di lui Aleksandr Blok: «egli possiede un antidoto ai veleni disgregatori del nostro (dell'intelligencija russa, ndr.) amore: il "sangue sano"». Entusiasta rivoluzionario ed amico di Jagoda, nel 1933, scrisse: "[...] Vogliamo che tutte le malattie, gli handicap, le imperfezioni, la senilità e la morte prematura dell'organismo siano studiati minuziosamente e con precisione? Questo studio non potrebbe essere effettuato con esperimenti su cani, conigli e cavie. È indispensabile l'esperimento sull'uomo, è indispensabile studiare su di lui [...] tutti i processi del suo organismo. Occorreranno centinaia di unità umane, sarà un vero servizio reso all'umanità e sarà, evidentemente, più importante e più utile dello sterminio di decine di milioni di esseri sani [...]".
Gor'kij muore a Mosca il 18 giugno 1936. Le cause della morte restano oscure, gli storici accreditati non accettano la versione ufficiale di una polmonite. Non sembra esclusa la possibilità di un avvelenamento su ordine di Stalin.

## Opere
- Makar Čudra (1892)
- Čelkaš (1895)
- Konovalov (1897)
- Varen'ka Olesova (1898)
- Schizzi e racconti (1898)
- Foma Gordeev (1899)
- I tre (1901)
- Canto della procellaria (1901)
- Piccoli borghesi (dramma, 1901)

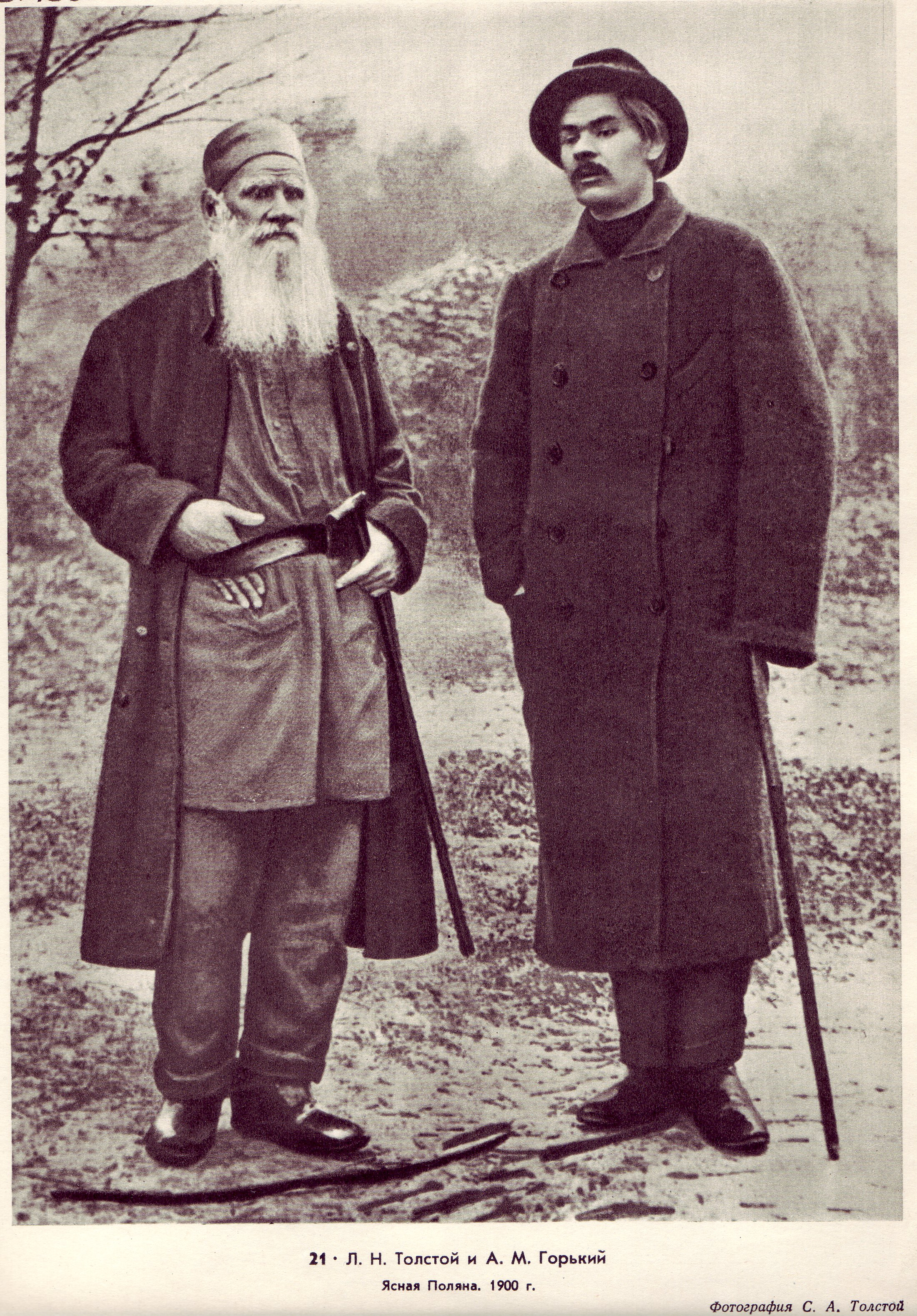
Gor'kij con Lev Tolstoj, nel 1900 a Jasnaja Poljana.

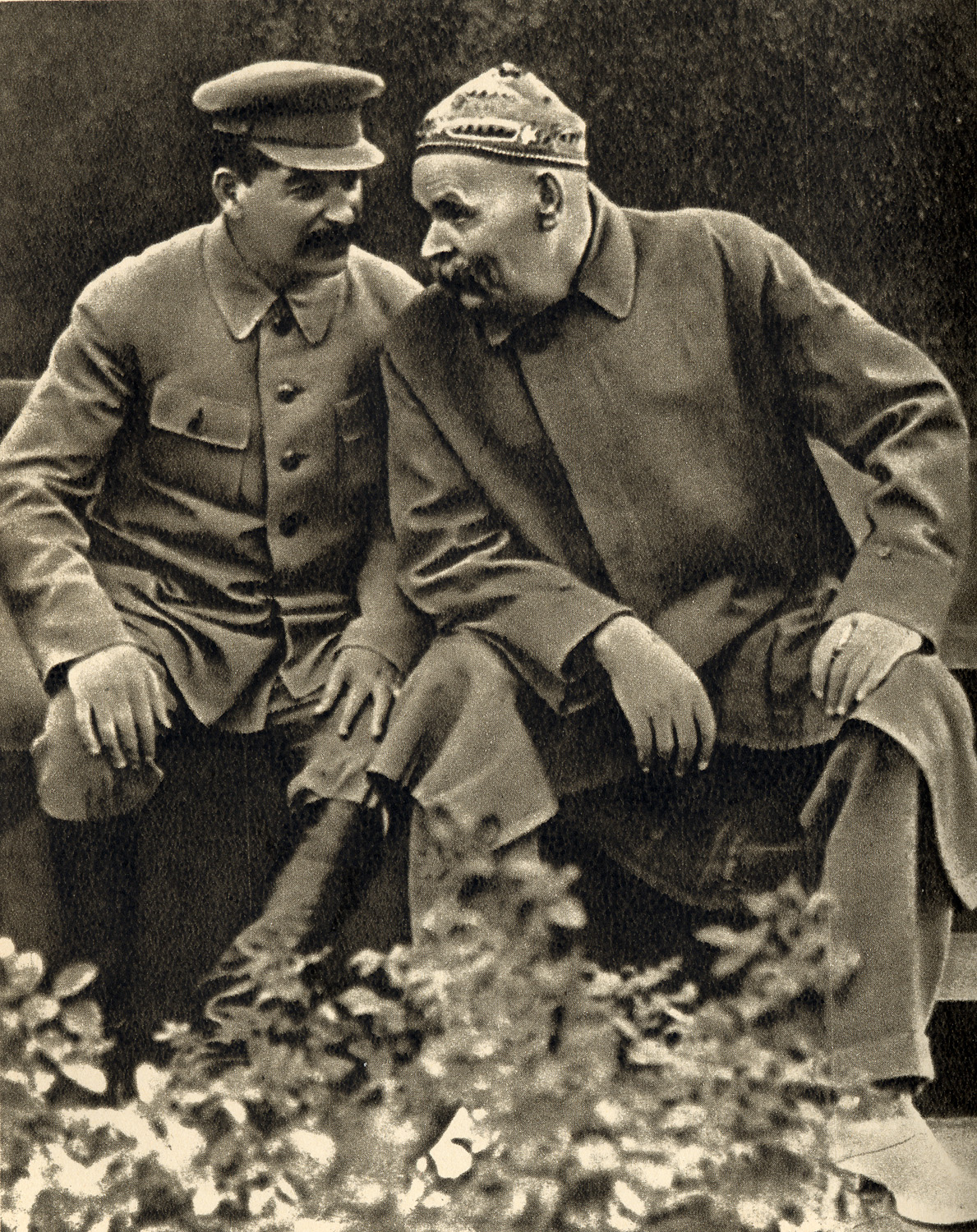
Gor'kij con Stalin, nel 1931 vicino al Cremlino.

- Bassifondi o L'albergo dei poveri (dramma, 1902)
- I villeggianti (dramma, 1904)
- I figli del sole (dramma, 1905)
- I barbari (dramma, 1905)
- Nemici (dramma, 1906)
- La madre (1906)
- La città del Diavolo Giallo (1906)
- Vassa Železnova (1910)
- Racconti d'Italia [Сказки об Италии] (1911-1913)
- Storia di un uomo inutile (1913)
- Infanzia (1913)
- Fra la gente (1915)
- Le mie università (1917)
- L'affare degli Artamonov (1925)
- La vita di Klim Samgin (1925)
- Il burlone
- Due storie

### In italiano
- I Tre, Madella e C. Editori, Sesto San Giovanni, 1929
- La madre, trad. Gualtiero Guatteri, Firenze, Nerbini, 1944
- La spia, trad. Cesare Castelli, Milano, Casa Editrice Monanni, 1928
- I nemici, trad. Luciano Lucignani e Irina Maliscev, 1950, Universale economica, Milano 1928
- Vita di Klim Samghin (2 voll.), Collana Narratori stranieri tradotti n.48, Torino, Einaudi, 1955.
- Opere scelte, 18 voll., Editori Riuniti, Roma 1965-1980
- La madre, Editori Riuniti, Roma 1986, 2018
- Due anime, Il Poligrafo, Padova 1995
- La città del Diavolo Giallo, Liberilibri, Macerata 1998
- Gor'kij Maksim, Meyer M. Wilhelm, Tra le macerie di Messina, GBM, Messina 2005
- Infanzia, Rizzoli, Milano 2009
- Storia di un uomo inutile, UTET, Torino 2009
- Varen'ka Olesova, Voland, Roma 2011
- I coniugi Orlov, Leone Editore, Milano 2012

## Riconoscimenti
A Gor'kij venne intitolato l'aereo multiruolo Tupolev ANT-20, il più grande velivolo terrestre degli anni trenta, e utilizzato a scopo propagandistico dal governo sovietico fino alla sua distruzione a causa di un incidente aereo.
A Charkiv in Ucraina gli è stato intitolato il Parco Maksim Gor'kij